# KK Konstantin
Maillots
Le KK Konstantin Niš est un club serbe de basket-ball basé à Niš. Le club participe à la deuxième division du championnat de Serbie de basket-ball.

## Historique
Le club porte le nom de KK Ergonom de 1970 à 2010. Il prend le nom de KK Sinđelić pendant un an, avant de se rebaptiser KK Konstantin en 2011.

## Entraîneurs successifs
- Depuis ? :  Predrag Jacimovic